# Суд Риволтана (Милано)
Суд Риволтана је насеље у Италији у округу Милано, региону Ломбардија.
Према процени из 2011. у насељу је живело 9 становника. Насеље се налази на надморској висини од 113 м.